# 매디슨 카운티의 다리 (영화)
《매디슨 카운티의 다리》(영어: The Bridges of Madison County)은 1995년에 개봉한 미국의 영화다. 동명의 원작 소설을 각색하여 영화로 만들었다.

## 줄거리
현재, 성인 남매인 마이클과 캐롤린 존슨은 최근 사망한 어머니 프란체스카의 유산을 정리하기 위해 아이오와주 농장에 도착한다. 그들은 프란체스카가 남편 리처드 옆에 묻히는 대신, 화장되어 유골이 로즈먼 교에서 뿌려지기를 원했다는 사실을 알고 충격을 받는다.
마이클은 처음에 거부하지만, 캐롤린과 함께 금고를 뒤지던 중 사진, 편지, 열쇠가 들어있는 봉투를 발견한다. 사진들은 홀리웰 교에서 찍은 프란체스카의 모습이었고, 편지들은 로버트 킨케이드라는 남자로부터 온 것이었다. 열쇠는 프란체스카의 잠긴 희망 상자 열쇠였다. 그 안에는 세 권의 하드커버 노트가 있었다. 또한 내셔널 지오그래픽 (잡지) 잡지 몇 권도 있었는데, 그중 하나는 매디슨군 (아이오와주)의 나무 다리들을 다룬 특집호였다. 오래된 카메라, 책, 그리고 다른 기념품들도 있었다. 잡지에는 다리를 촬영한 킨케이드의 사진이 실려 있었는데, 그는 프란체스카의 십자가 펜던트를 착용하고 있었다.
마이클과 캐롤린이 프란체스카의 노트를 읽기 시작하면서 영화는 1965년으로 플래시백한다. 원래 이탈리아 바리 출신의 제2차 세계 대전 전쟁 신부인 프란체스카는 남편과 십대 아들, 딸이 나흘간 주 박람회에 가는 동안 집에 머문다. 카운티의 유서 깊은 다리들을 촬영하는 임무를 맡은 내셔널 지오그래픽 사진기자 로버트 킨케이드가 로즈먼 다리 가는 길을 묻기 위해 존슨 농장에 도착한다. 프란체스카가 그에게 길을 안내하기 위해 동행한다. 그들의 이어진 연애는 나흘 동안 지속된다.
프란체스카는 그들의 강렬한 연애와 그것이 자신과 로버트에게 미친 지속적인 영향을 자세히 설명하며, 마이클과 캐롤린이 자신의 마지막 요청을 이해하고 존중해 주기를 바란다. 프란체스카와 로버트는 깊이 사랑에 빠졌고 거의 함께 도망칠 뻔했다. 열정 없는 결혼 생활에 갇힌 프란체스카는 십대 자녀들과 충실한 남편을 버릴 수 없었다. 그녀는 로버트를 사랑했지만, 그들의 즉흥적인 관계가 시간이 지나도 지속될 수 있을지 의문을 가졌다. 로버트는 그들의 짧은 만남에 감동하여 삶의 새로운 의미와 예술가로서의 진정한 소명을 찾았다. 로버트의 기억은 농장에서 남은 세월 동안 그녀를 지탱하는 데 도움이 되었다.
남편이 죽은 후, 프란체스카는 로버트에게 연락하려고 시도했지만, 그는 내셔널 지오그래픽을 떠났고 행방을 알 수 없었다. 그녀는 나중에 로버트가 남편보다 약 3년 후에 사망했고, 자신의 소지품을 그녀에게 남겼다는 것을 알게 되었다. 그의 유골은 로즈먼 다리에서 뿌려졌다.
현재, 자신들의 결혼 생활에 어려움을 겪고 있는 마이클과 캐롤린은 어머니의 이야기에 깊이 감동한다. 그들은 각자의 삶에 새로운 방향을 찾고 어머니의 유언대로 로즈먼 다리에서 유골을 뿌려준다.

## 한국판 성우진(KBS)
- 송두석 - 로버트(클린트 이스트우드)
- 장유진 - 프란체스카(메릴 스트립)
- 성선녀 - 마지(데브라 멍크)
- 유지영 - 옷 가게 직원(라나 슈왑)
- 안경진 - 캐롤라인(애니 콜리)
- 이종구 - 피터슨(리차드 라지) / TV 방송
- 장광 - 리처드(짐 헤이니)
- 이호인 - 마이크(빅터 슬레작) / 라디오 방송 / TV 방송
- 박형욱 - 베티(필리스 라이온스)